# Тейрин Томас
Тейрин Томас (на английски: Taryn Thomas) е американска порнографска актриса.

## Боиграфия
Родена е на 27 май 1983 г. в Джърси Сити, щата Ню Джърси, САЩ и е от италиански произход.

## Награди и номинации
Носителка на награди
- 2006: F.A.M.E. награда за „най-мръснишко“ момиче в порното.[5]
- 2007: NightMoves награда за най-добра нова звезда (награда на създателите).[6]

Номинации
- 2006: Номинация за AVN награда за най-добра нова звезда.[7][8]
- 2006: Номинация за AVN награда за най-жестока секс сцена – „Животински услуги 19“ (с Джейк Малон).[8]
- 2006: Номинация за AVN награда за най-добра секс сцена с двойка – „Гробница на крви“ (със Скот Найлс).[8]
- 2006: Номинация за AVN награда за най-добра сцена с орален секс – „Издухайте ме сандвич 7“ (с Попи Морган и Саша).[8]
- 2006: Номинация за Temptation награда за изпълнителка на годината.[9]
- 2006: Номинация за Temptation награда за най-добра нова звезда.[9]